# Für Lennart in memoriam
Für Lennart in memoriam est une œuvre pour orchestre à cordes du compositeur estonien Arvo Pärt composée en 2006.

## Historique
Cette œuvre est une commande personnelle au compositeur de Lennart Meri, le président de la République estonienne de 1992 à 2001, auquel elle est dédiée. Elle a été créée le 26 mars 2006 par l'Orchestre de chambre de Tallinn dirigé par Tõnu Kaljuste lors des cérémonies d'enterrement de Lennart Meri décédé peu de temps après la commande.

## Structure
Für Lennart in memoriam est une œuvre en un mouvement unique dont l'exécution dure environ 8 minutes.

## Discographie sélective
- Sur le disque In principio par le Chœur de chambre philharmonique estonien dirigé par Tõnu Kaljuste chez ECM Records, 2009.